# Umbrianita
La umbrianita és un mineral de la classe dels silicats. Rep el seu nom de la seva localitat tipus, la regió d'Úmbria, a Itàlia.

## Característiques
La umbrianita és un fil·losilicat de fórmula química K₇Na₂Ca₂[Al₃Si10O29]F₂Cl₂, un fil·losilicat de triple capa. Va ser aprovada com a espècie vàlida per l'Associació Mineralògica Internacional l'any 2011. Cristal·litza en el sistema ortoròmbic. Es troba com a cristalls rectangulars laminars o en forma de llistons (fins a 25 x 30 x 200 mm de mida), generalment gruixuts i aplanats en {010}. És un mineral relacionat amb la günterblassita i la hillesheimita.

## Formació i jaciments
Va ser descoberta a la pedrera Vispi, a San Venanzo, a la província de Terni (Úmbria, Itàlia). També ha estat descrita al mont Nyiragongo, a Goma (Kivu, República Democràtica del Congo). Sol trobar-se associada a altres minerals com la leucita, la kalsilita i la fluoroflogopita.